# Гоацинові
Гоацинові (Opisthocomidae) — родина кілегрудих птахів монотипового ряду гоациноподібних (Opisthocomiformes). Родина включає один сучасний вид гоацин (Opisthocomus hoazin) та низку викопних форм.

## Поширення
Сучасний гоацин поширений у тропічних дощових лісах на півночі Південної Америки. Викопні форми знайдені в Аргентині, США, Європі та Африці, що свідчить про значно ширше поширення родини у минулому.

## Класифікація
- Родина Opisthocomidae Swainson 1837[2]
  - рід ?†Foro Olson 1992
    - вид †Foro panarium Olson 1992

  - рід ?†Onychopteryx Cracraft 1971
    - вид †Onychopteryx simpsoni Cracraft 1971

  - рід †Protoazin Mayr & De Pietri 2014
    - вид †Protoazin parisiensis Mayr & De Pietri 2014

  - рід †Namibiavis Mourer-Chauviré 2003
    - вид †Namibiavis senutae Mourer-Chauviré 2003

  - рід †Hoazinavis Alvarenga, Mayr & Mourer-Chauviré 2011
    - вид †Hoazinavis lacustris Alvarenga, Mayr & Mourer-Chauviré 2011

  - рід †Hoazinoides Miller 1953
    - вид †Hoazinoides magdalenae Miller 1953

  - рід Opisthocomus Illiger 1811
    - вид Opisthocomus hoazin (Müller 1776) Illiger 1811